# أيطن أونال
أيطن أونال (بالتركية: Aydın Ünal)‏ هو سياسي تركي، ولد في 1970 في تركيا. حزبياً، نشط في حزب العدالة والتنمية.